# Municipio de Harmony (condado de Jerauld)
El municipio de Harmony (en inglés: Harmony Township) es un municipio ubicado en el condado de Jerauld en el estado estadounidense de Dakota del Sur. En el año 2010 tenía una población de 22 habitantes y una densidad poblacional de 0,24 personas por km².

## Geografía
El municipio de Harmony se encuentra ubicado en las coordenadas 44°9′18″N 98°44′38″O / 44.15500, -98.74389. Según la Oficina del Censo de los Estados Unidos, el municipio tiene una superficie total de 92.4 km², de la cual 89,4 km² corresponden a tierra firme y (3.25 %) 3 km² es agua.

## Demografía
Según el censo de 2010, había 22 personas residiendo en el municipio de Harmony. La densidad de población era de 0,24 hab./km². De los 22 habitantes, el municipio de Harmony estaba compuesto por el 100 % blancos. Del total de la población el 0 % eran hispanos o latinos de cualquier raza.